# Совєтський (Павловський район)
Совє́тський (рос. Советский) — селище у складі Павловського району Алтайського краю, Росія. Входить до складу Арбузовської сільської ради.

## Населення
Населення — 120 осіб (2010; 154 у 2002).
Національний склад (станом на 2002 рік):
- росіяни — 72 %